# Jeff Romfo
Jeff Romfo (Saint Paul, Minnesota, 1974. február 9. –) amerikai jégkorongozó.

## Pályafutása
Komolyabb karrierjét a University of Minnesota-Duluth csapatában kezdte 1992-ben és 1996-ig játszott az egyetemi csapatban. Legjobb idényében 34 pontot szerzett. Az 1992-es NHL-drafton a Minnesota North Stars választotta ki a tizedik kör 226. helyén. A National Hockey League-ben sosem játszott. Felnőtt pályafutását az ECHL-es South Carolina Stingraysben folytatta, ahol 1996–2000 között játszott kisebb megszakítással, amikor is három mérkőzés erejéig játszhatott az AHL-es Lowell Lock Monstersban. 1997-ben bajnokok lettek vagyis megnyerték a Kelly-kupát. Szerepelt még rollerhoki csapatokban 1996-ban és 1999-ben. 2000-ben vonult vissza.